# Brvnište
Brvnište és un poble i municipi d'Eslovàquia que es troba a la regió de Trenčín.

## Història
La primera menció escrita de la vila es remunta al 1598.

## Demografia
| Godina             | 1994 | 2004   | 2014   | 2024   |
| ------------------ | ---- | ------ | ------ | ------ |
| Nombre de persones | 1154 | 1170   | 1190   | 1167   |
| Diferència         |      | +1,38% | +1,70% | −1,93% |

| Godina             | 2023 | 2024   |
| ------------------ | ---- | ------ |
| Nombre de persones | 1172 | 1167   |
| Diferència         |      | −0,42% |